# Тукас
Тукас (перс. توكاس) — село в Ірані, у дегестані Шуиїл, у бахші Рахімабад, шагрестані Рудсар остану Ґілян. За даними перепису 2006 року, його населення становило 281 особу, що проживали у складі 80 сімей.

## Клімат
Середня річна температура становить 10,54°C, середня максимальна – 26,06°C, а середня мінімальна – -5,82°C. Середня річна кількість опадів – 445 мм.
| Клімат поселення                              | Клімат поселення | Клімат поселення | Клімат поселення | Клімат поселення | Клімат поселення | Клімат поселення | Клімат поселення | Клімат поселення | Клімат поселення | Клімат поселення | Клімат поселення | Клімат поселення | Клімат поселення |
| Показник                                      | Січ.             | Лют.             | Бер.             | Квіт.            | Трав.            | Черв.            | Лип.             | Серп.            | Вер.             | Жовт.            | Лист.            | Груд.            |                  |
| Середній максимум, °C                         | 4,57             | 5,16             | 7,70             | 13,96            | 19,32            | 23,70            | 26,06            | 25,88            | 22,03            | 18,67            | 11,95            | 6,58             |                  |
| Середня температура, °C                       | −0,64            | −0,02            | 2,50             | 8,75             | 14,12            | 18,49            | 21,40            | 21,21            | 17,38            | 14,02            | 7,31             | 1,93             |                  |
| Середній мінімум, °C                          | −5,82            | −5,23            | −2,71            | 3,56             | 8,92             | 13,30            | 16,76            | 16,58            | 12,73            | 9,38             | 2,66             | −2,72            |                  |
| Норма опадів, мм                              | 41               | 43               | 65               | 48               | 38               | 15               | 13               | 12               | 19               | 47               | 51               | 53               |                  |
| Середньомісячна швидкість вітру, м/с          | 2.02             | 2.46             | 2.62             | 2.74             | 2.37             | 2.27             | 2.20             | 2.01             | 1.91             | 1.81             | 2.20             | 2.00             |                  |
| Середньомісячна сонячна радіація, кДж/м²·день | 7723             | 10089            | 12457            | 16484            | 20418            | 23009            | 23009            | 20339            | 17097            | 12362            | 9353             | 7406             |                  |
| --------------------------------------------- | ---------------- | ---------------- | ---------------- | ---------------- | ---------------- | ---------------- | ---------------- | ---------------- | ---------------- | ---------------- | ---------------- | ---------------- | ---------------- |
| Джерело:                                      |                  |                  |                  |                  |                  |                  |                  |                  |                  |                  |                  |                  |                  |